# Steven Universe, le film
 (octobre 2019).
Si vous disposez d'ouvrages ou d'articles de référence ou si vous connaissez des sites web de qualité traitant du thème abordé ici, merci de compléter l'article en donnant les références utiles à sa vérifiabilité et en les liant à la section « Notes et références ».
Série
Steven Universe
(2013-2019) Steven Universe Future
(2019)
Pour plus de détails, voir Fiche technique et Distribution.
Steven Universe, le film (titre original : Steven Universe: The Movie) est un téléfilm d'animation musical américain réalisé par Rebecca Sugar, diffusé sur Cartoon Network en 2019. 
Ce téléfilm, basé sur la série télévisée d'animation Steven Universe, est réalisé par Rebecca Sugar et co-écrit et produit avec les autres membres de l’équipe de longue date, Kat Morris et Joe Johnston, et par les comédiens de doublage Zach Callison, Estelle, Michaela Dietz, Deedee Magno Hall et Sarah Stiles.
Steven Universe, le film prend place entre la série Steven Universe, diffusée de 2013 à 2019, et son épilogue Steven Universe Future. Il se déroule deux ans après les événements du dernier épisode de la cinquième saison, intitulé Change ta vision du monde, et suit les Gemmes de Cristal dans leur tentative de sauver la vie organique sur Terre, mise à mal par une Gemme maléfique.
Il est diffusé pour la première fois le 2 septembre 2019 aux États-Unis et le 27 octobre de la même année en France.

## Synopsis
Après avoir aidé le Monde des Gemmes et ses colonies à revoir les fondements de leur Empire tout entier, Steven trouve le temps de revenir couler des jours tranquilles en compagnie de ses amis de Plage-Ville et des Gemmes de Cristal. Cependant, cette quiétude est vite menacée par l'apparition soudaine d'un injecteur géant, piloté par une Gemme du nom de Spinel qui semble en vouloir spécifiquement à Steven et ses amis.

## Fiche technique
- Titre original : Steven Universe: The Movie
- Titre français : Steven Universe, le film
- Réalisation : Rebecca Sugar assistée de Joe Johnston et Kat Morris
- Scénario : Matt Burnett, Ben Levin, Hilary Florido, Kat Morris, Rebecca Sugar, Joe Johnston, Ian Jones-Quartey, Jack Pendarvis
- Conception graphique : 
  - Direction artistique : Liz Artinian
  - Décors : Robbie Erwin, Leonard Hung, Evan Palmer, Julian de Perio, Steven Sugar, Charles Hilton, Rachel Howell
  - Colorisation : Ashley Dreistadt, Elisa Phillips, Chris Marino
  - Storyboard
- Animation :
  - Conception des personnages : Amber Cragg
  - Effets spéciaux : Angie Wang
  - Superivision Storyboard : Hilary Florido
  - Correction Storyboard : Miki Brewster, Amber Cragg, Amish Kumar, Leiana Nitura, Maya Petersen, Nicole Rodriguez
  - Montage Animatic : Lauren Hecht
  - Animation des personnages : Nick De Mayo
  - Animation additionnelle : Takafumi Mori
- Musique :
  - Compositeurs : Alvi & Surasshu, Jeff Ball et Stemage
  - Chansons : Rebecca Sugar, Aivi & Surasshu, Stemage, Estelle, Gallant, Aimee Mann, Ted Leo, Jeff Liu, James Fauntleroy, Macie Stewart, Mike Krol, Jeff Ball, Julian "Zorsy" Sanchez et Chance the Rapper
- Producteurs exécutifs : Rebecca Sugar assistée de Kat Morris, Joe Johnston, Ian Jones-Quartey, Alonso Ramirez Ramos et Chance the Rapper
- Producteur délégué : Jackie Buscarino
- Éditeur : Paul Douglas
- Production : Cartoon Network Studios
- Distribution : Warner Bros. Television
- Budget : 45 000 000 $
- Box-office : 169 000 000 $ ( États-Unis)
- Box-office mondial : 404 000 000 $
- Langue : anglais
- Format : Couleurs - 1.85:1 - Dolby Stéréo
- Durée : 90 minutes (cinéma), 82 minutes (TV)
- Dates de sortie :
  -  États-Unis : 2 septembre 2019
  -  France : 27 octobre 2019

## Distribution

### Voix originales
- Zach Callison : Steven Universe
- Michaela Dietz : Améthyste
- Deedee Magno Hall : Perle
- Estelle  Swaray : Grenat
- Sarah Stiles : Spinelle
- Uzo Aduba : Bismuth
- Jennifer Paz : Lapis-Lazuli
- Shelby Rabara : Péridot
- Grace Rolek : Connie Maheswaran
- Tom Scharpling : Greg Universe
- Christine Ebersole : Diamant Blanc
- Patti LuPone : Diamant Jaune
- Lisa Hannigan : Diamant Bleu
- Erica Luttrell : Saphir
- Charlyne Yi : Rubis
- Matthew Moy : Lars Barriga
- Kate Micucci :  Sadie Miller
- Ted Leo : Steg
- Aimee Mann : Opale
- Toks Olagundoye : Nanefua Pizza

### Voix françaises
- Marie Facundo : Steven Universe
- Alice Taurand : Améthyste
- Claire Baradat : Perle
- Marie Diot : Grenat, Connie Maheswaran, Sadie Miller, Nanefua Pizza
- Clara Soares : Spinelle
- Valérie Decobert : Bismuth
- Anne-Charlotte Piau : Lapis-Lazuli
- Anouck Hautbois : Péridot
- Olivier Cordina : Greg Universe
- Fanny Fourquez : Diamant Blanc
- Aurélie Konaté : Diamant Jaune
- Youna Noiret : Diamant Bleu
- Céline Legendre-Herda : Saphir
- Adeline Forlani : Rubis
- Romain Altché : Ronaldo

## Musique
La bande originale du film est sorti le même jour de la diffusion de celui-ci sur Cartoon Network, le 2 septembre 2019. Elle a été publiée par Turner Music Publishing au label WaterTower Music. 
Toutes les musiques sont entendues dans le film et elles sont toutes composées par Rebecca Sugar.

## Promotion
Le film a été annoncé à la San Diego Comic-Con de 2018 et une courte bande-annonce a été diffusée plus tard sur la chaîne YouTube de Cartoon Network. Au San Diego Comic-Con de 2019, une bande-annonce plus longue du film a été publiée, accompagnée de l'annonce d'un documentaire basé sur la création de ce dernier qui sera inclus avec le DVD. 